# Franz Nitsch
Franz Nitsch (18. června 1898 Vlachov – 24. května 1945), byl československý politik německé národnosti a meziválečný poslanec Národního shromáždění za Sudetoněmeckou stranu.

## Biografie
Profesí byl rolník. Podle údajů z roku 1935 bydlel ve Vlachově.
V parlamentních volbách v roce 1935 se stal poslancem Národního shromáždění. Poslanecké křeslo ztratil na podzim 1938 v souvislosti se změnami hranic Československa.
Během války se politicky angažoval, nyní již v rámci totalitní říšské strany NSDAP. V letech 1943–1945 byl poslancem Říšského sněmu v Berlíně.